# Смирнов, Сергей Юрьевич
Сергей Юрьевич Смирнов (род. 20 октября 1989, Москва) — российский хоккеист, защитник.

## Биография
Воспитанник московских хоккейных школ «Белые медведи» (2001—2002) и «Серебряные акулы» (2002—2006) и клуба «Одинцово» (2006—2007). Выступал за клуб высшей лиги первенства России «Капитан» Ступино и его фарм-клуб из первой лиги (2007/08 — 2008/09). В сезонах 2009/10 — 2010/11 играл в МХЛ за команду «Мытищинские атланты». Чемпион Словении 2011/12 в составе «Олимпии» Любляна. Играл за французский «Валь-Вануаз» (2012/13) и словенский «МК Блед» (2012/13).